# Phoneutria nigriventer
Phoneutria nigriventer (Keyserling, 1891) è un ragno appartenente alla famiglia Ctenidae, dal nome comune di ragno errante del Brasile, ragno delle banane e ragno vagabondo brasiliano. 
L'aggressività delle specie del genere Phoneutria e l'elevata tossicità del loro veleno lo pongono ai primi posti tra gli animali pericolosi per l'uomo, pur causando la morte solo nel 2-3% dei casi.
Nell'edizione 2007 del Guinness Book of World Records, questa specie è citata come il ragno più velenoso del mondo, dato confermato nelle edizioni del 2012 e del 2014.

## Descrizione
Ragno di dimensioni piuttosto grandi, raggiunge i 15 cm di legspan (lunghezza del corpo incluse le zampe). Il cefalotorace è di colore bruno chiaro e di forma ovale, maggiormente arrotondato anteriormente; ha una scanalatura longitudinale di colore nero da cui si dipartono linee radiali marrone scuro. Gli occhi, sporgenti nella pars cephalica, sono otto, frontalmente disposti nella configurazione 2-4-2 in file ricurve dall'alto verso il basso.
I cheliceri hanno tre dentelli sul margine anteriore e cinque sul margine posteriore, sono di colore rosso-bruno, se il ragno è minacciato acquistano una tonalità più accesa. I pedipalpi, di colore nerastro, hanno la sezione tibiale particolarmente robusta sia sul margine laterale anteriore sia ventralmente.
Le zampe, piuttosto lunghe in proporzione alla grandezza del corpo, hanno come formula: I, IV, II, III; le tibie, i metatarsi e i tarsi sono ricoperte da scopulae molto fitte.
L'opistosoma dorsalmente è di colore marrone chiaro, attraversato da due linee in senso longitudinale di punti di colore più chiaro; ventralmente il colore varia dal marrone scuro al giallognolo; dalle filiere si dipartono linee radiali macchiettate di punti bianchi.
L'epigino è di forma triangolare o quadrangolare con i lobi anteriori di forma convessa e il lobo posteriore ricurvo. Le spermateche sono di forma sferica e il dotto copulatorio appena sinuoso.

## Distribuzione e habitat
La specie vive nelle foreste e zone umide ed è piuttosto diffusa in varie zone del Brasile, ed è stata rinvenuta anche più a sud in Argentina settentrionale, Uruguay e Paraguay. Vive soprattutto nella foresta amazzonica e atlantica, e la sua propensione a nascondersi tra le piantagioni di banane ne favorisce il contatto con gli uomini e ne accresce la reputazione di ragno pericoloso. La si può incontrare fra i caschi di banane, nascondigli abituali di molti altri ragni, e anche nelle abitazioni urbane nascosta nelle scarpe, nei vestiti o nei sacchetti della spazzatura. Conviene quindi prestare la massima cautela quando si scorge un ragno di grandi dimensioni tra le banane o in un capo di abbigliamento, in particolare se assume la caratteristica posizione di attacco con le zampe anteriori alzate.

## Tassonomia
Dalla prima descrizione dell'aracnologo Keyserling del 1891 fino al 1936, questa specie è stata attribuita al genere Ctenus Walckenaer, 1805. Ne differisce per la presenza delle abbondanti scopulae in gran parte delle zampe e soprattutto per la particolare posizione difensiva che assume quando è minacciato: si pone in posizione eretta sulle quattro zampe posteriori e muove lateralmente il corpo agitando le quattro zampe anteriori. Per la varietà di denominazioni che gli sono state attribuite, vedi il tassobox.
Al 2012 non sono state descritte sottospecie.

## Veleno

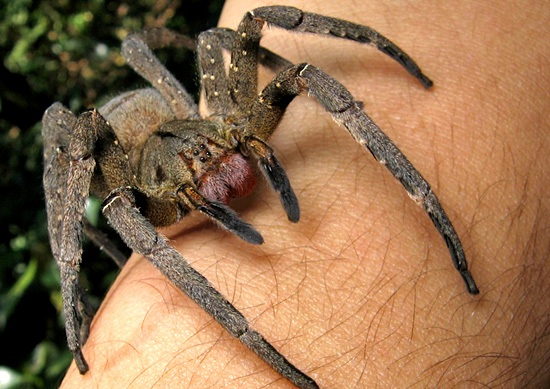
Phoneutria nigriventer su un braccio umano

La neurotossicità del suo veleno lo rende, assieme all'australiano Atrax robustus, uno dei ragni più pericolosi in assoluto. Infatti, bastano 0,006 mg di veleno iniettato per via intravenosa, oppure 0,134 mg inoculato sotto pelle, per uccidere un topo di 20 g di massa corporea.
Il veleno della Phoneutria nigriventer contiene una varietà di tossine che hanno in comune la capacità di agire sui canali del sodio voltaggio-dipendenti, calcio e potassio. Inoltre, hanno anche attività sul trasportatore del glutammato.
Queste tossine ritardano l'inibizione dei canali neuronali del sodio; cosa che può condurre alla depolarizzazione delle fibre muscolari e delle terminazioni nervose in prossimità delle giunzioni neuromuscolari e all'attivazione del sistema nervoso autonomo fino a provocare il rilascio di neurotrasmettitori come l'acetilcolina e la catecolamina. I peptidi presenti nel suo veleno possono indurre contrazioni della muscolatura vascolare e aumentare la permeabilità vascolare attivando il sistema del tessuto callicreina e stimolando il rilascio di ossido di azoto (NO).
Questo aiuta a comprendere i sintomi locali e sistemici caratteristici del suo morso, tra cui si annoverano il priapismo che può condurre a impotenza, la tachicardia, il vomito, la diarrea, la parestesia, l'edema e lo shock anafilattico. Da quando nel 1996 furono sviluppati antidoti specifici per il suo veleno non si sono più registrati casi di morte, ma il pericolo non è scongiurato e permane soprattutto per i bambini e per le persone più deboli. La somministrazione dell'antiveleno è necessaria solo nel 2-3% dei casi.
È stato notato che a seguito del morso di questa specie, inoltre, vi siano particolari effetti collaterali negli organi sessuali maschili: nello specifico, sono state analizzate erezioni durate fino a quattro ore. Pare che queste siano causate dalla tossina TX2-6, trovata nel veleno del ragno. Grazie a questa scoperta, gli scienziati sperano di poter aiutare gli uomini che soffrono di disfunzioni erettili.
Statistiche condotte dall'istituto di medicina tropicale di San Paolo mostrano che la distribuzione dei morsi, inferti all'uomo durante l'anno, raggiunga il massimo nei mesi di marzo ed aprile, poiché quel periodo coincide con quello dell'accoppiamento di questa specie, e le Phoneutria nigriventer tendono quindi a essere meno nascoste e più attive. I morsi vengono inferti quasi sempre alle estremità, come mani e piedi, di solito all'interno delle case urbane ed in orari diurni, sebbene questi ragni abbiano abitudini crepuscolari. Il morso è particolarmente pericoloso per i bambini, con conseguenze letali maggiori che negli adulti. Attualmente vi è un solo produttore al mondo di siero antidoto, cosa che ne complica la reperibilità internazionale. Gli incidenti che coinvolgono il genere Phoneutria sono comuni nella regione di Campinas; i gruppi più a rischio sono i bambini sotto i 10 anni e gli adulti oltre i 70 anni di età. I casi di grave avvelenamento sono rari (0,5%).
Un terzo dei morsi inferti all'uomo sembra essere a secco, cioè senza veleno inoculato; tuttavia la difficoltà di riconoscere l'esatta sottospecie, anche nell'ipotesi che dopo il morso il ragno sia stato catturato e ben conservato, rende per lo meno incerta quest'affermazione.

### Riviste
- KP. Nunes, A. Costa-Gonçalves; LF. Lanza; SF. Cortes; MN. Cordeiro; M. Richardson; AM. Pimenta; RC. Webb; R. Leite; ME. De Lima, Tx2-6 toxin of the Phoneutria nigriventer spider potentiates rat erectile function., in Toxicon, vol. 51, n. 7, giugno 2008,  pp. 1197-206, DOI:10.1016/j.toxicon.2008.02.010, PMID 18397797.
- Miguel Simò, Antonio D. Brescovit, Revision and cladistic analysis of the Neotropical spider genus Phoneutria Perty, 1833 (Araneae, Ctenidae), with notes on related Ctenidae, in Bulletin of British Arachnological Society, vol. 12, n. 2, 2001,  pp. 67-82.
- C. Bernard, C. Legros; G. Ferrat; U. Bischoff; A. Marquardt; O. Pongs; H. Darbon, Solution structure of hpTX2, a toxin from Heteropoda venatoria spider that blocks Kv4.2 potassium channel., in Protein Sci, vol. 9, n. 11, novembre 2000,  pp. 2059-67, PMID 11152117.
- RG. Santos, CR. Diniz; MN. Cordeiro; ME. De Lima, Binding sites and actions of Tx1, a neurotoxin from the venom of the spider Phoneutria nigriventer, in guinea pig ileum., in Braz J Med Biol Res, vol. 32, n. 12, dicembre 1999,  pp. 1565-9, PMID 10585642.

### Testi
- Clinical Neurotoxicology: Syndromes, Substances, Environments, Expert Consult - Online and Print, Elsevier Health Sciences, 2009,  pp. 485–, ISBN 978-0-323-05260-3.
- Lawrence I. Gilbert e Sarjeet S. Gill, Insect Pharmacology: Channels, Receptors, Toxins and Enzymes, Academic Press, 28 maggio 2010,  pp. 115–, ISBN 978-0-12-381448-7.
- Rosemary H. Waring, Glyn B. Steventon e Steve C. Mitchell, Molecules of Death, Imperial College Press, 2007,  pp. 363–, ISBN 978-1-86094-814-5.
- Abba Kastin, Handbook of Biologically Active Peptides, Academic Press, 26 gennaio 2013,  pp. 467–, ISBN 978-0-12-385096-6.
- Jérôme Casas, Spider Physiology and Behaviour [electronic Resource]: Physiology, Academic Press, 2011,  pp. 28–, ISBN 978-0-12-387668-3.
- Pamela Nagami, M.D., Bitten: True Medical Stories of Bites and Stings, St. Martin's Press, 1º settembre 2005,  pp. 294–, ISBN 978-1-4668-2764-6.